# Nanne Tepper
Nanne Tepper (Hoogezand, 17 januari 1962 – Groningen, 10 november 2012) was een Nederlandse schrijver.
Hij kreeg bekendheid met zijn debuut De eeuwige jachtvelden (1995), publiceerde daarna nog de romans De avonturen van Hillebillie Veen (1998) en  De vaders van de gedachte (1998), en beleefde na zijn dood een herwaardering na het verschijnen van de brievenbundel De kunst is mijn slagveld (2016).

## Leven
Nanne Tepper woonde tot zijn tiende in Hoogezand, waarna het gezin verhuisde naar Veendam. Op zijn achttiende vertrok hij naar de stad Groningen, waar hij (met uitzondering van een korte periode in 2005) de rest van zijn leven zou blijven wonen. In 2012 maakte hij een einde aan zijn leven.

## Werk
Tepper wist naar eigen zeggen al vanaf zijn vijftiende dat hij schrijver was, maar het duurde tot 1993 voor hij debuteerde met een korte tekst in het tijdschrift de Biels. In de jaren tachtig had hij al een omvangrijke, autobiografische roman geschreven, die hij door een vriend aan de voet van de Rocky Mountains had laten begraven. In 1994 kwam hij in contact met schrijver Atte Jongstra, wat leidde tot enkele publicaties in het tijdschrift Optima en uiteindelijk tot zijn debuutroman De eeuwige jachtvelden bij uitgeverij Contact. 
De eeuwige jachtvelden werd door de kritiek enthousiast ontvangen, kreeg in 1996 de Anton Wachterprijs voor het beste debuut en werd in 1999 in het Engels vertaald door Sam Garrett. In 1998 verscheen in beperkte oplage De avonturen van Hillebillie Veen, een korte roman die Tepper schreef nadat hem in 1997 door de provincie Groningen het Belcampo Stipendium was toegekend. Korte tijd later publiceerde Contact de officiële tweede roman, De vaders van de gedachte, die in 1999 op de shortlist van de Libris Literatuur Prijs kwam te staan. 
Daarna werd het stiller rond Tepper, die in zijn levensonderhoud moest voorzien met het schrijven van columns en muziekrecensies, en die ook door persoonlijke omstandigheden nauwelijks meer aan nieuw werk toekwam. In 2008 verscheen bij Teppers nieuwe uitgeverij De Bezige Bij de bundel De lijfbard van Knut de Verschrikkelijke. Atonale schertsen, een verzameling teksten uit vooral de jaren negentig. De Bezige Bij zou ook nog herdrukken uitbrengen van Teppers romans.

## Postuum
Na Teppers overlijden verschenen enkele nooit officieel gepubliceerde teksten alsnog in druk, zoals het lange gedicht De Groninger en zijn gronden. Een heiligenleven in het halfjaarboek De Revisor (2013) en het verhaal 'De psychologie van de constructie' in een bibliofiele editie bij de Statenhofpers (2015). 
In januari 2016 presenteerde uitgeverij Atlas Contact een boek van 750 pagina's, De kunst is mijn slagveld, met honderden brieven van Tepper aan vrienden en collega-schrijvers als Kees 't Hart, Geerten Meijsing en Atte Jongstra. Het boek kreeg juichende kritieken, recensenten betitelden het als 'een overrompelende leeservaring' (NRC Handelsblad) en een 'brievenboek dat wat mij betreft meteen op nummer 1 van de Nederlandse brievenboekentoptien aller tijden terechtkomt' (Het Parool). Vrijwel gelijktijdig publiceerde de Statenhofpers een boek met brieven aan Tepper door Geerten Meijsing.
In november 2018 verscheen een heruitgave in één band van de drie romans van Nanne Tepper bij Uitgeverij Pluim, in een vergelijkbare vormgeving als De kunst is mijn slagveld. 
In het voorjaar van 2022 verscheen bij Uitgeverij kleine Uil een bundeling van columns die Tepper schreef voor het Dagblad van het Noorden getiteld Van de kansel: columns onder redactie van Louis van Kelckhoven en Herman Sandman.